# Савченко, Александр Романович
Алекса́ндр Рома́нович Са́вченко (1956—1993) — подполковник внутренних войск МВД РФ, участник разгона Верховного Совета России, Герой Российской Федерации (1993).

## Биография

Могила Савченко на Ваганьковском кладбище.

Александр Савченко родился 28 августа 1956 года в посёлке Камышев Зимовниковского района Ростовской области. Окончил Орджоникидзевское военное командное училище внутренних войск, впоследствии Военную академию имени Фрунзе. Служил на различных командных должностях в Отдельной мотострелковой дивизии оперативного назначения имени Дзержинского, к октябрю 1993 года был в ней заместителем командира полка.
4 октября 1993 года подразделения дивизии получили приказ не допустить проникновения вооружённых сторонников Верховного Совета к оцепленному Белому Дому. Савченко находился в головном бронетранспортёре с бортовым номером 444 вместе с рядовым Юрием Лобовым. При объезде препятствия на узком участке дороги БТР был подбит из гранатомёта. По свидетельствам очевидцев, это совершили военнослужащие 119-го гвардейского парашютно-десантного полка 106-й гвардейской воздушно-десантной дивизии, ошибочно принявшие подразделение дивизии Дзержинского за сторонников Верховного Совета. Савченко был ранен и приказал бойцам, находившимся вместе с ним, покинуть горящий бронетранспортёр через боковой люк, но сам сделать этого не успел. Похоронен на Ваганьковском кладбище Москвы.
Указом Президента Российской Федерации № 1600 от 7 октября 1993 года подполковник Александр Савченко посмертно был удостоен высокого звания Героя Российской Федерации. Также был награждён орденом «За службу Родине в Вооружённых Силах СССР» 3-й степени. Навечно зачислен в списки воинской части.

## Память
Средняя общеобразовательная школа № 10 посёлка Цимлянского Шпаковского района Ставропольского края, которую А. Р. Савченко окончил в 1973 году, с 1 сентября 2015 года носит его имя. На фасаде школы установлена мемориальная доска в его честь.